# Matica
Matica (etwa „Mutterfonds“)  ist die Bezeichnung der slawischen Vereine, die im 19. Jahrhundert in der Habsburgermonarchie zur Unterstützung  literarischer und anderer kultureller Tätigkeit, zur Verbreitung nützlicher Schriften und überhaupt zur Förderung nationaler Interessen entstanden sind bzw. analog auch die Bezeichnung anderer ähnlicher slawischer Vereine.

## Namensbedeutung
Das Wort (altslawisch: Quelle, Urquell) ist vom slawischen Wort für Mutter (mat(i)) abgeleitet und bedeutet ganz allgemein wörtlich etwa „wichtiges mütterliches/mutterartiges Etwas“. Als Bezeichnung für einen Verein stammt das Wort aus dem Serbischen und Kroatischen (matica), wo die Bezeichnung der Bedeutung „Bienenkönigin, Quelle“ des Wortes matica entstammt. Das slowakische  (matica) und tschechische Wort (matice) wurde in der Bedeutung Verein nach serbischem Vorbild übernommen. Die polnische Bezeichnung (macierz) bedeutet eigentlich Mutterland, Vaterland oder Matrix im Sinne von Nährboden u. Ä. Die obersorbische Entsprechung lautet maćica.

## Geschichte
Die älteste Matica ist die serbische, die 1826 in Pest gegründet und 1864 nach Neusatz verlegt wurde. Außerdem entstanden dann eine tschechische in Prag (1831), eine kroatische in Agram (1842), eine obersorbische in Bautzen (1847), eine ukrainische in Lemberg (1848), eine mährische in Brünn (1853), eine dalmatinische in Zara (1862), eine slowakische in Martin (1863), eine slowenische in Laibach (1864), eine polnische in Lemberg (1880) und eine niedersorbische in Kottbus (1880).

## Vereine
- Matica srpska (Serben), 1826
- Matice česká, 1831 bis 1949
- Matica hrvatska, früher „Matica ilirska“, 1842
- Maćica Serbska (Sorben), 1847
- Matice moravská, 1849
- Slovenska Matica, 1864
- Matica slovenská, 1861
- Matice slezská, früher „Matice opavská“
- Macierz Polska
- Matice svatohostýnská